# Leptogenys pusilla
Leptogenys pusilla é uma espécie de formiga do gênero Leptogenys, pertencente à subfamília Ponerinae.